# Романса (поезија)
Романса је врста песме карактеристична за народну шпанску књижевност (Шпанска романса) која користи истоимену метричку форму. Романса је карактеристична за усмену традицију и постаје популарна у 15. веку када се по први пут сакупљају и записују. Романсе су углавном наративне поеме са разноврсном тематиком, према народном укусу и према моменту сваког поднебља. Ромасе се интерпретирају рецитовањем, певањем или мешањем ова два претходна начина.

## Порекло
Сама реч романса (шп. romance) се појављује на самим почецима писмености на кастиљанском језику, и означавала је све језике који су настали од латинског. Касније је постала синоним за кастиљански језик, или у још ужем смислу, народни језик. У првој половини 13. века, реч почиње да обележава састав у стиху, песму без обзира на тематику и метричке форме. Затим означава дужу, наративну песму која се не пева већ рецитује, затим јуначку епску песму, а потом причу у прози. Такође неки хиспанисти сматрају да је у 14. веку реч romanz (стари облик речи romance) би синоним за јуначке песме или кантарес де хеста (шп. cantares de gesta). У 15. веку, романса добија значење које је задржала и до данас: епско-лирска песма утврђених метричких облика.
Романсеро је назив за збирку романси које су почеле да се штампају у 15. веку. У почетку, овај назив је слабо коришћен. Касније је почео да се користи не само у Шпанији него и у другим земљама као назив за збирке песама сличне шпанским романсама.
Порекло романси није могуће утврдити. Сматра се да су настале из епских јуначких песама (шп. cantares de gesta), међутим, нису настајале као посебне песничке творевине, већ су биле посебно популарни делови већ постојећих епских јуначких песама. Ти делови су се због своје популарности певали или рецитовали одвојено у свим слојевима друштва док се нису потпуно одвојили од првобитне целине и губили свој епски карактер а добијали на лирским елементима.
У 13. веку романса и епска јуначка песма постоје напоредо. О моменту када је настало дефинитивно раздвајање ове две књижевне врсте, говори Менендез Пидал:
Слушаоцима дуге епске рецитације допала би се нека срећнија епизода; пљескајући су постизали њено понављање, па су се, пошто би хуглар завршио своју дугу песму, разилазили, носећи у памћењу те поновљене стихове, које су затим они ширили на све стране. И тако, дакле, ти кратки одломци, истргнути из неке старинске јуначке песме који су постали славни и популарни, то су, ни мање ни више, најстарије романсе које су постојале.
У 14. веку долази до одумирања дугих епских јуначких песама а на њихово место долазе романсе. Процес замене је вероватно био дуг и спор. Сигурно су се дуго времена истовремено певале и јуначке песме и романсе, али све више је било хуглара који су се посвећивали само певају најзанимљивијих и најпопуларнијих делова дугих епских песама.
Намена романси је била информативна, то јест њоме се извештавало становништво и важним савременим догађајима. Првом таквом информативном романсом (шп. romance noticiero) сматра се романса која описује побуну старешине манастира Сан Хуан против краља Алфонса XI и за коју се верује да описује стварни историјски догађај.